# Juri Khanon

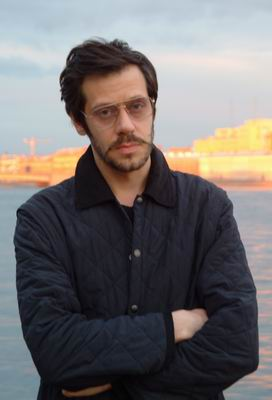
Juri Khanon, Sankt Petersburg, 2008

Juri Khanon (russisch Юрий Ханон ‚Juri Chanon‘), eigentlich Juri Felixowitsch Solowjow-Sawojarow (russisch Юрий Феликсович Соловьёв-Савоя́ров; * 16. Juni 1965 in Leningrad), ist ein russischer Komponist. Er ist Preisträger des Europäischen Filmpreises Felix 1988 (Spezialpreis der Jury) und war 1989 für den russischen Filmpreis Nika nominiert. Darüber hinaus ist er als Schriftsteller, Pianist und Pflanzenzüchter bekannt.:514

## Leben und Werk
Khanon ist der Enkel von Michail Sawojarow. 1988 absolvierte er das Leningrader Konservatorium im Fach Komposition und Musiktheorie u. a. bei Wladimir Zytowitsch. Als seine Vorbilder und Lehrer nennt er besonders die Komponisten Alexander Skrjabin und Erik Satie.
1988–1991 schrieb er die Musik zu drei Filmen, konzertierte und trat im Fernsehen auf. Häufig waren seine Auftritte von Skandalen begleitet. Die größte Resonanz hatten die Konzerte Musik der Hunde (Moskau 1988) und Eingetrocknete Embryonen (Leningrad 1991).:512
1992 erfolgte die Aufführung und Aufzeichnung der biografischen Oper Der Chagrinknochen (Regisseur Igor Besrukow) durch das St. Petersburger Studio für Dokumentarfilme. Die Hauptrolle spielte der Autor selbst. Das englische Label Olympia produzierte eine CD mit einigen Werken von Khanon: Fünf kleinste Orgasmen, Ein gewisses Konzert (für Klavier und Orchester), sowie Mittlere Symphonie. Diese CD ist die einzige vom Autor veröffentlichte CD. Nach 1992 beendete Khanon alle öffentlichen Auftritte und Publikationen seiner Musik und zog sich 1993 vollends aus dem öffentlichen Leben zurück.

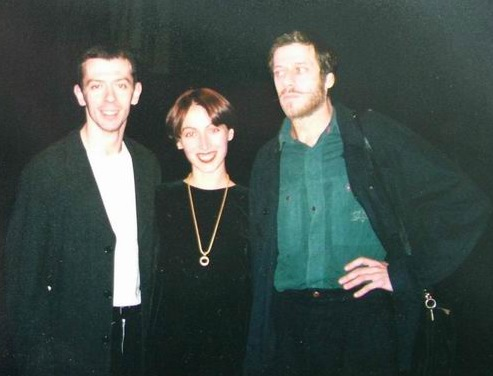
Alexei und Tatiana Ratmansky
mit Juri Khanon, Mittleres Duett,
Mariinsky-Theater, 24. November 1998

Von 1996 bis 1999 nahm Khanon dennoch als Pianist mehr als 15 unveröffentlichte CDs auf, unter ihnen drei Präludien von Skrjabin, eine CD mit der Bleiernen Musik von Satie sowie fünf eigene Programme. Es heißt aber, weitere CDs (z. T. mit ihm als Interpreten) habe Khanon nicht freigegeben.:513 Eine CD mit dem Titel Modern Composers of Saint-Petersburg, die 2012 in den USA ohne Genehmigung der dort vorgestellten Komponisten veröffentlicht wurde, beinhaltet neben Khanons exzentrischen Elenden Noten (Miserable Score) eine humorlose Mozart-Karikatur, Amadeus, die Khanon zugeschrieben wird, aber tatsächlich von dem Komponisten Juri Krasawin stammt.
Unter den Theateraufführungen ist das Ballett in einem Akt Das Mittlere Duett am bekanntesten (erster Teil der Mittleren Symphonie), das 1998 im Mariinski-Theater aufgeführt wurde. Es wurde 2000 für den Preis Die Goldene Maske nominiert. Ein Satz (Nummer 1) der Mittleren Symphonie wurde über die russischen Grenzen hinaus bekannt als Musik zu der berühmten Ballett-Miniatur Mittleres Duett. Dies führte zu einem langjährigen Rechtsstreit Khanons mit dem Choreographen Alexei Ratmansky, dem Mariinski-Theater und anderen Theatern, die seine Musik illegal gespielt und benutzt haben sollen.:513 Der Komponist Boris Yoffe schreibt: „Allein schon der aus dem Kontext gerissene Satz, in dem eine unbestimmte barocke Vorlage (zwischen der berühmten Albinoni-Fälschung und den langsamen Sätzen aus Bachs instrumentalen Concerti) zu einer unendlichen, auseinandergehenden und sich doch erhaltenden Schleife gebunden wird, lässt Khanon zu den führenden Komponisten der Postmoderne, den virtuosesten Meistern der Destruktion, Verfremdung, Minimalismus zählen.“:513
Seit 2006 hat Khanon auf die reversive (umgekehrte) Kompositionsmethode umgestellt.:7 Er vernichtet seine Kompositionen planmäßig nach und nach selbst::513

„diese Welt ist eine Verbrecherin, sie hat nichts außer Asche verdient.:513“

## Werke

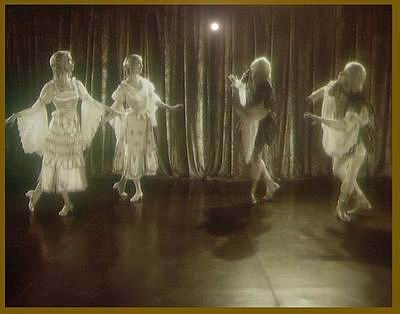
Menuet aus der Pause-Oper «Chagrinknochen»

### Musikalische Werke

#### Ballett
- Ein Schritt vorwärts – zwei rückwärts (ru «Шаг вперёд – два назад» oc.24, 1986, nach dem Artikel von Wladimir Lenin),
- Os de Chagrin (Der Chagrinknochen, ru «Шагреневая Кость», oc.37, 1989, nach dem Roman von Honoré de Balzac Das Chagrinleder),
- Schützengraben (ru «Окоп», oc.39-с, 1990, erstes Ballett auf durchschnitten Geländelauf),
- Der Nussknatter (ru «Трескунчик», oc.43, 1990, nach dem Ballett von Pjotr Tschaikowski «Der Nussknacker»),
- Sigelle[6] (ru «Зижель», oc.55, 1993, nach dem Ballett von Adolphe Adam Giselle).
- Der steinerne Gast (ru «Каменный Гость», oc.66-с, 1997, Grab Ballett)

#### Opern
- Os de Chagrin (Der Chagrinknochen, ru «Шагреневая Кость», oc.38, 1990, Pause-Oper aus dem gleichnamigen Ballett),[17]
- Das trübe Leben (ru «Тусклая жизнь», oc.54, 1993, nach dem Libretto von Khanon),
- Die Norm (oc.59, 1995, opera omonima, nach der Oper von Vincenzo Bellini, Norma),
- La forza del destino (oc.65, 1997, opera incognita, Macht des Schicksals, nach der Oper von Giuseppe Verdi, La forza del destino),
- «Was sprach Zarathustra» (ru Что сказал Заратустра. oc.68, 1998, klerikalisches Singspiel (oder eine kirchliche Operette) nach dem Grossbuch für Alle und Keinen von Friedrich Nietzsche Also sprach Zarathustra, Libretto von Juri Khanon).

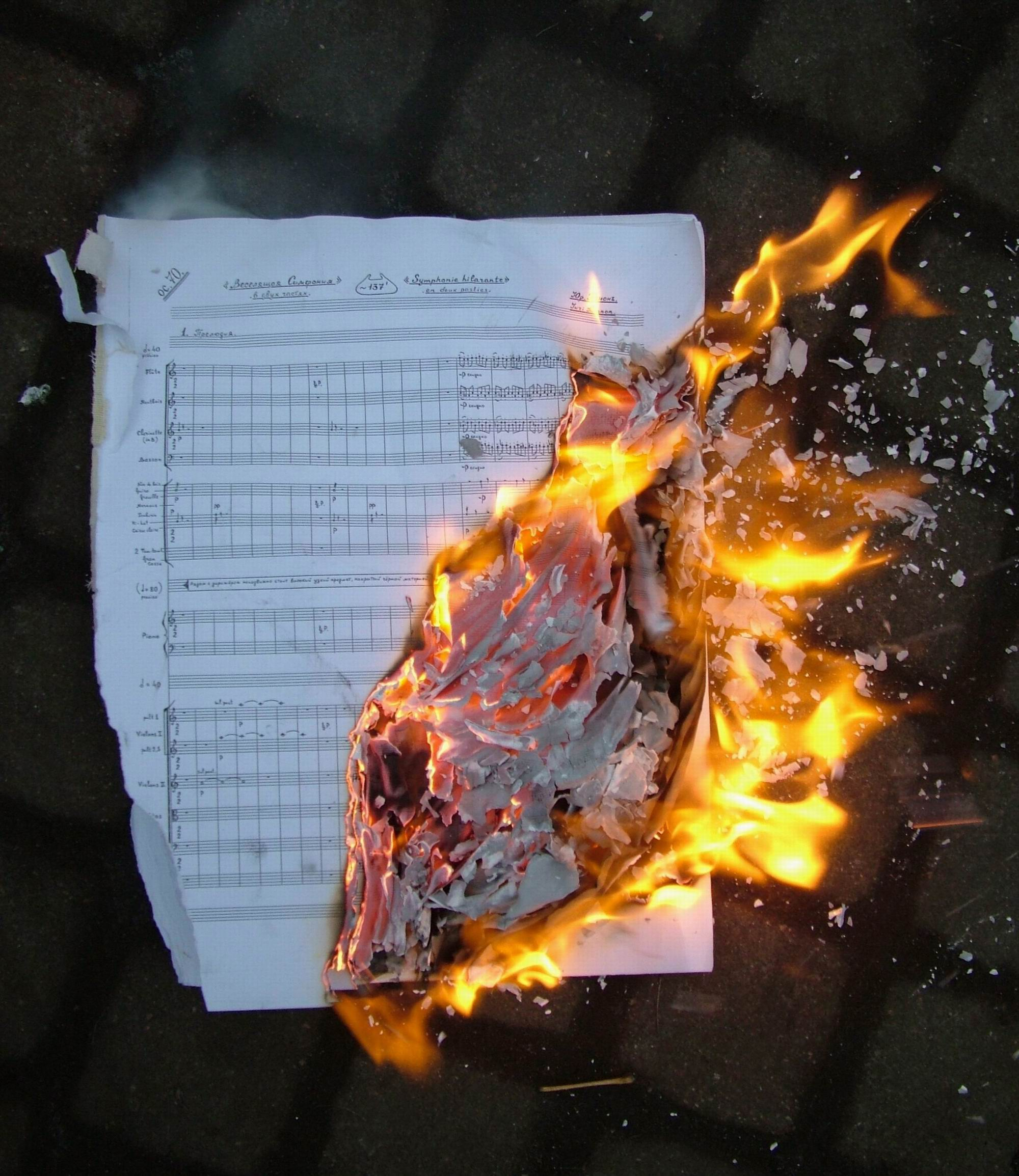
Lach-Symphonie (November 2017, premiere: erste und letzte Aufführung)

#### Orchesterwerke
- Sinfonie der Hunde (oc.35, 1989),
- Mittlere Symphonie. (oc.40, 1990),
- Drei Extreme Sinfonien (oc.60, 1996),
- Lach-Symphonie (Belustigende Symphonie, oc.70, 1999),
- Die Menschen umblätternd (fünfstündige orchestrale Fresken, oc.50, 1992)
- Das Innere Requiem (albigense «Requiem internam», ос.71, 2000),
- Agonia Dei (gemischte Mysterium, ос.72, 2000) und eine Menge anderer sinfonischer, Kammermusik und Klavierwerke.[6]

### Filme
Khanon arbeitete von 1988 bis 1991 beim Kino. Er komponierte seine erste Filmmusik Tage der Finsternis, (Regie: Alexander Sokurow) noch während seines Studiums. Auf der ersten Preisverleihung (November 1988, West-Berlin) wurde der Film mit dem Sonderpreis der Europäischen Filmakademie («Felix») für die beste Filmmusik ausgezeichnet. Ungeachtet des großen Erfolges arbeitete Khanon nach 1991 nicht mehr für den Film.
1987 wandte sich der Regisseur Sokurow an Khanon mit dem Angebot, Musik zu dem Film mit dem Titel Tag der Finsternis zu schreiben, nachdem er sich bereits ein Jahr zuvor um eine Zusammenarbeit bezüglich der Komposition zum Film Gramvolle Gefühllosigkeit bemüht hatte und Khanon dieses Angebot abgelehnt hatte.
- 1988 – «Days of Eclipse» («Tage der Finsternis» Дни затмения, Dni zatmenia, Komponist)[20]
- 1989 – «Save and Protect» («Rette und bewahre» von Alexander Sokurow) nach dem Roman von Gustave Flaubert «Madame Bovary» (Komponist)[21]
- 1990 – «Der kleine Dämon» nach dem Roman von Fjodor Sologub «Der Kleine Dämon» (Komponist)
- 1992 – «Das Chagrinknochen» Шагреневая кость, Chagrenevaia Kost nach dem Roman von Honoré de Balzac «Das Chagrinleder». Eine Filmoper mit Elementen aus Dokumentarfilm und Mockumentary (Autor der Musik, Drehbuchautor in Zusammenarbeit mit Igor Besrukow und Hauptdarsteller).

### Literarische Werke

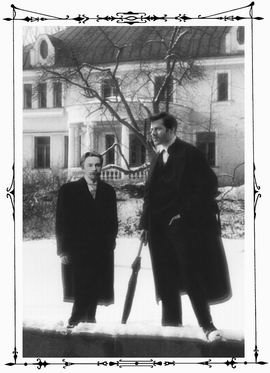
Frontispiz: Juri Khanon & Aleksander Skrjabin, St. Petersburg, 1902

Als Essayist und Belletrist arbeitet Khanon seit 1983. Sein Roman aus Erinnerungen Skrjabin als Antlitz (1995) wurde geschaffen als „elitärer Gegenstand der Buchkunst.“ Der Roman enthält persönliche Erinnerungen eines Autors, der fast dreißig Jahre mit dem russischen Komponisten Alexander Skrjabin bekannt war, und mischt reale, biografische mit fiktiven Elementen. Die Sprache und der Stil sind leicht, sie gründen insgesamt auf der Umgangs- und literarischen Sprache des ersten Jahrzehntes des 20. Jahrhunderts.
Zum ersten Mal in der Musikgeschichte, heißt es über den Roman, schreibe über den Komponisten kein Biograf, kein Musikwissenschaftler und Kritiker, auch kein Schriftsteller oder Philosoph, sondern ein Komponist. Wahrscheinlich seien gerade deshalb in diesem Buch alle abgedroschenen literarischen Klischees und Schablonen vermieden. Für den Autor dieses 1925 erstmals erschienenen, neu aufgelegten Romans höre Skrjabin auch zehn Jahre nach seinem Tod nicht auf, „einfach irgendwo nebenan, in der Nachbarschaft zu leben, ein naher, Verwandter und sogar ein innerer Mensch bleibend“.
2010 sorgte Khanons umfangreiches Buch über Erik Satie (Erinnerungen rückwirkend), in dem er eigene Texte zusammen mit den ins Russische übersetzten Schriften Saties zu fiktiven Erinnerungen Saties verknüpft, zu einer verhaltenen Diskussion. In diesem Buch identifiziert er sich vollkommen mit seinem Protagonisten und schafft somit eine neue Gattung zwischen wissenschaftlicher Studie, analytischem Essay und Mystifikation. Neben Satie zähle nur Skrjabin zu seinen Vorbildern, betonte Khanon in seinen frühen Schriften und Interviews. Khanon bezeichnet sich selbst als Kanoniker, als einen, der eine Doktrin, einen Kanon bestimmt (seinen Namen hat er dahingehend geändert).
2013 wurde von Khanon das Alphonse Allais gewidmete Buch Alphonse, der nie existierte veröffentlicht. Außerdem malt er Bilder.:512
Nach 2009 begann Juri Khanon seine Essays, Geschichten, Artikel und Forschungsergebnisse auf seiner eigenen Website „Khanograf“ zu veröffentlichen; ihre Zahl überstieg zweieinhalbhundert. Neben dem Hauptautor veröffentlichten auch Boris Yoffe, Wiktor Jekimowski, Wladimir Tichonow, Psoi Korolenko und andere berühmte Persönlichkeiten auf derselben Ressource, oft in Co-Autorenschaft. Die Themen der Texte sind sehr breit gefächert, von „Naturphilosophie der Natur“ bis hin zur historischen Musikwissenschaft und entsprechen im Allgemeinen dem Interessenspektrum des Hauptautors. Die meisten Artikel sind auf Russisch verfasst, es gibt jedoch Materialien auf Deutsch und Englisch. Im Jahr 2024 wurden beide persönlichen Websites von Khanon „zur ewigen Aufbewahrung“ im Katalog der Bayerischen Staatsbibliothek archiviert.

## Rezensionen
„… Der Großmeister des Grotesken in der Leningrader Musik ist Juri Khanon, […] der den radikalen Geist der Futuristen und Absurdisten der Nachrevolutionsjahre und im Besonderen Daniil Charms’ wieder ins Leben ruft. […] Allein in der Auflistung seiner Kompositionen mit ihren spöttischen, teils absurden Titeln spiegelt sich Khanons Ästhetik adäquat wider“, schreibt der Komponist Boris Yoffe.:512

„… Juri Khanon ist ein Kanoniker und ein Doktrinär. Das bedeutet nicht, dass er einfach nur ein Komponist sei. Das Komponieren der Musik ist für Juri Khanon die Weise, eine Doktrin zu äußern. Genau so eine Weise stellen das literarische Werk und das Spielen dar. Khanon spielt die Klavierwerke von Erik Satie und Alexander Skrjabin. Er hält sie für seine Lehrer und nennt die anderen ‚einfach nur Komponisten‘. Juri Khanon schreibt sehr viel Musik. Es gibt davon zwei Arten: die mittlere und die extreme Musik. […] Khanons Figur ist außerordentlich interessant und einzigartig für unsere Zeit.“

„… Obwohl Khanon Satie und Skrjabin seine Lehrer nennt, ist es nicht die Musik dieser Komponisten, die ihn anzieht, sondern ihre Tendenz, ihre Musik mit einer Idee zu verbinden — manche würden sagen, ihr unterzuordnen. Laut Khanon ist ein Komponist ein Ideologe in Bezug auf sein musikalisches Material. Elemente des Spiels (sowohl semantisch als auch  phonetisch), des Paradoxen, des Absurden und der Nonsensliteratur (Wort-Inversion und Neologismus, Pseudo-Zitat und Limerick) verleihen Khanons Ästhetik den Wunsch, den Hörer zu empören …“